# Seututie 492
Pour les articles homonymes, voir Route 492.
La route régionale 492 (finnois : Seututie 492) est une route régionale allant de Hammaslahti à Joensuu jusqu'à Kiihtelysvaara  à Joensuu en Finlande,,.

## Présentation
La seututie 492 est une route régionale de Carélie du Nord.

## Parcours
- Joensuu
  - Hammaslahti
  - Rekivaara
  - Tetrikangas
  - Kiihtelysvaara